# ゆうこ (村下孝蔵の曲)
「ゆうこ」は、村下孝蔵の楽曲。1982年4月21日にリリースされた村下孝蔵の4枚目のシングル。

## 解説
同日発売のアルバム『夢の跡』の2曲目で、同アルバムからの最初のシングルカット。村下のデビュー3年目、4枚目のシングルである。レコード会社の女性社員たちから絶賛されたためシングル化することとなったが、アルバム用に録音された時の最初のタイトルは、「ピアノを弾く女」であった。社内会議で「窓際のゆうこ」や、他にも長い題名も候補に挙がっていた。最終的にシンプルな方が憶えられるという判断で、「ゆうこ」というコーラスを入れ込みタイトルも「ゆうこ」に変えた。「ゆうこ」は見事スマッシュヒットし、村下はこの曲で初めて『夜のヒットスタジオ』に出演した。
タイトルの「ゆうこ」は、当時婚約中であった副島優子の名前からとられた。副島優子は画家の船田玉樹の娘で、アコーディオン奏者として活動している。村下と優子はその後まもなく結婚し、娘（シンガーソングライターの露菜）をもうけたが1985年に離婚した。なお、村下は副島と離婚した後に別の女性と再婚している。

## 収録曲
- 全曲、作詞・作曲:村下孝蔵 / 編曲:水谷公生

1. ゆうこ （シングル・バージョン）
2. 陽炎

## カバーした歌手
ゆうこ
- ダークダックス（1990年）

## 参考資料
- 『七夕夜想曲〜村下孝蔵最高選曲集 其の壱』（ライナーノーツ）村下孝蔵、Sony Music Direct、2009年8月。MHCL 20039。 – 初盤は2005年6月